# 貨物フォワーダー

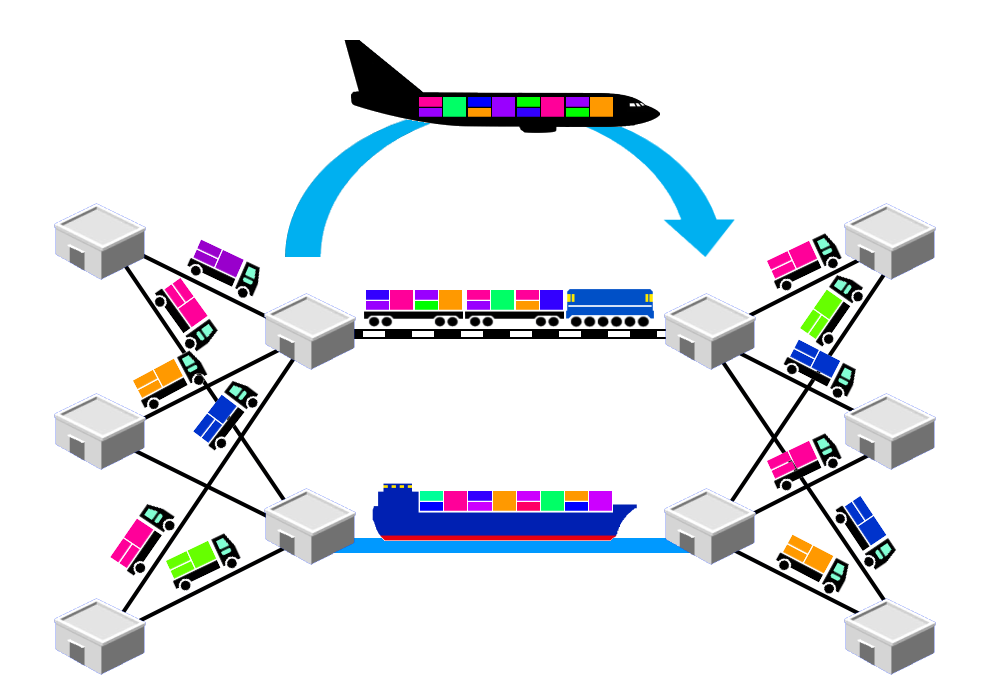
マルチモード運送を一貫プランニングする

フォワーダー（英: Forwarder）、貨物フォワーダー（英: Freight forwarder）とは、運輸業における貨物利用運送事業者のことであり、荷主から貨物を預かり、他の業者の運送手段（船舶、航空、鉄道、貨物自動車など）を利用し運送を引き受ける事業者を指す。それ自体は運送を直接的には行なわない業者である。
一般的には貨物利用運送事業者のうち国際輸送を取扱う業者を指す。航空輸送を得意とする業者をエア・フレイト・フォワーダー（航空貨物混載事業者）、海上輸送を得意とする業者を非船舶運航業者（NVOCC、Non-Vessel Operating Common Carrierの略、NVと略されることもある）と呼ぶこともある。

## 業界団体
- 世界フォワーダー協会（英語版） (FIATA)
- 一般社団法人国際フレイトフォワーダーズ協会 (JIFFA) - 国際貨物フォワーダー
- 一般社団法人航空貨物運送協会 (JAFA) - 航空フォワーダー

## 世界
| 順位 | 事業者                               | 収入 (US$ Millions) | 海運 (TEUs) | 航空 (Metric Tons) |
| ---- | ------------------------------------ | ------------------- | ----------- | ------------------ |
| 1    | キューネ・アンド・ナーゲル           | 40,838              | 4,613,000   | 2,220,000          |
| 2    | DHL Supply Chain & Global Forwarding | 37,707              | 3,142,000   | 2,096,000          |
| 3    | DSV                                  | 28,901              | 2,493,951   | 1,510,833          |
| 4    | DBシェンカー                         | 27,648              | 2,003,000   | 1,438,000          |
| 5    | Sinotrans                            | 19,097              | 3,940,000   | 804,000            |
| 6    | Expeditors                           | 16,523              | 1,047,725   | 1,047,200          |
| 7    | C.H. Robinson                        | 22,356              | 1,500,000   | 300,000            |
| 7    | CEVA Logistics                       | 12,000              | 1,269,000** | 474,000            |
| 7    | 日本通運                             | 18,612              | 747,624     | 971,763            |
| 8    | Kerry Logistics                      | 10,516              | 1,229,298   | 520,415            |
| 9    | UPS Supply Chain Solutions           | 14,639              | 620,000     | 988,880            |
| 10   | GEODIS                               | 11,900              | 900,866     | 346,667            |
| 11   | 近鉄エクスプレス                     | 9,010               | 715,418     | 728,534            |
| 12   | Hellmann Worldwide Logistics         | 4,718               | 977,500     | 652,100            |
| 13   | Allcargo Logistics                   | 2,741               | 952,000**   | 901,000            |
| 14   | Bolloré Logistics                    | 5,701               | 826,000     | 656,000            |
| 15   | CTS International Logistics          | 3,822               | 1,051,297   | 416,190            |
| 16   | 郵船ロジスティクス                   | 7,788               | 742,000     | 410,000            |
| 17   | LX Pantos                            | 6,541               | 1,658,000   | 142,000            |
| 18   | DACHSER                              | 8,333               | 530,000**   | 365,000            |
| 19   | AWOT Global Logistics Group          | 4,058               | 250,310     | 486,216            |
| 20   | Logwin                               | 2,184               | 715,000     | 182,000            |
| 21   | 日立物流                             | 5,995               | 441,000     | 148,000            |
| 22   | トール・ホールディングス             | 6,300               | 523,300     | 117,400            |
| 23   | Worldwide Logistics Group            | 1,905               | 840,060     | 129,732            |

### 欧州
- DHL[3] - もともと航空機を特に得意としているが、船舶も守備範囲とするようになり、どちらも大規模に行っているフォワーダー
- キューネ・アンド・ナーゲル[3] - 世界100カ国以上の地域で、海上・航空輸送を中心としたロジスティクスソリューションを提供するフォワーダー企業。スイスのシュヴィーツ州に本社を置いている。
- DSV[3] - 陸海空のロジスティクスサービスを提供する、世界有数の規模を持つ物流会社。デンマークのコペンハーゲン近郊に本社を置く
- DBシェンカー[3] - 元はドイツの鉄道貨物主体の企業であったが、その後陸運・海運にも事業を拡大し、現在では従業員数8万8,000人を越す欧州最大の物流会社となっている。

### アメリカ合衆国
荷物をアメリカ合衆国（米国）から、あるいは米国へと運ぶ業者は、米国のen:Federal Maritime Commissionからen:Ocean transportation intermediaryのライセンスを得なければならない。Ocean transportation intermediaryには、ocean freight forwarder（海上貨物フォワーダー）と non-vessel-operating common carrier（NVOCC）がある。
ocean freight forwarderは、米国からの貨物を一般運送業者を介して発送したり、荷送人に代わってそれらの貨物用のスペースを予約したり手配する、米国内の個人または企業、と定義されている。ocean freight forwarder は、貨物関連の文書（ドキュメント）の作成および事務処理を行う。 一方、NVOCCのほうは「海上輸送を提供するために、一般に向けて、独自の船荷証券または同等の文書を発行するが、貨物を輸送する船舶を運航しない運送業者」 または「貨物の移動に関与する船舶運航の一般運送業者と関係のある荷送人」と定義されている。 
- en:Expeditors International[3]

## 中国
中華人民共和国における、中国国際貨運代理協会(China Freight Forwarding Association, CIFA)による売上ランキングは以下の通り。
| 順位 | 企業                                        | 売上高(万元) |
| ---- | ------------------------------------------- | ------------ |
| 1    | 中国外運股份有限公司 (Sinotrans)            | 10170456.28  |
| 2    | 中遠海運物流供应链有限公司 (COSCO)          | 4678364.03   |
| 3    | 中鉄国際多式联運有限公司                    | 3938769      |
| 4    | 中集世联达物流科技(集団)股份有限公司        | 2016583.48   |
| 5    | 深圳市九立供应链股份有限公司                | 1761306.19   |
| 6    | 敦豪全球貨運(中国)有限公司 (DHL Forwarding) | 1669339      |
| 7    | 嘉里物流(中国)投资有限公司                  | 1555057      |
| 8    | 爱派克斯国際物流(中国)有限公司              | 1480721.8    |
| 9    | 港中旅华贸国際物流股份有限公司              | 1460809      |
| 10   | 密尔克卫智能供应链服务集団股份有限公司      | 945997.16    |
| 11   | 中创物流股份有限公司                        | 739885.71    |
| 12   | 全球捷運全球捷運物流有限公司                | 729196.13    |
| 13   | 運连网科技有限公司                          | 721102.01    |
| 14   | 嘉友国際物流股份有限公司                    | 699525.99    |
| 15   | 广州欧华国際貨運代理有限公司                | 681754.59    |
| 16   | 嘉宏国際運輸代理有限公司                    | 637174.27    |
| 17   | 海程邦达供应链管理股份有限公司              | 633062.66    |
| 18   | 宁波雅戈尔国際贸易運輸有限公司              | 629427.7     |
| 19   | 上海环世物流(集団)有限公司                  | 629106       |
| 20   | 日通国際物流(中国)有限公司                  | 601599.37    |
| 21   | 宁波港東南物流集団有限公司                  | 589241.81    |
| 22   | 深圳市递四方速递有限公司                    | 550181.04    |
| 23   | 江苏飞力达国際物流股份有限公司              | 502442.65    |
| 24   | 深圳市华運国際物流有限公司                  | 458114.3     |
| 25   | 美设国際物流集団股份有限公司 (AMASS)        | 451769       |
| 26   | 近鉄国際物流(中国)有限公司                  | 442547.13    |
| 27   | 東方国際物流(集団)有限公司                  | 408618.2     |
| 28   | 硕达(上海)国際貨運有限公司                  | 373910.9     |
| 29   | 北京大田智慧物流有限公司                    | 365638       |
| 30   | 唯凯国際物流股份有限公司                    | 328302.13    |
| 31   | 江苏众诚国際物流有限公司                    | 309389       |
| 32   | 日郵物流(中国)有限公司                      | 297710       |
| 33   | 锦海捷亚国際貨運有限公司                    | 296413       |
| 34   | 深圳市涵文国際貨運代理有限公司              | 294342       |
| 35   | 民航快递有限责任公司                        | 288226       |

## 日本国内
| 種別     | 取扱量(万トン) | 事業者数 |
| -------- | -------------- | -------- |
| 国際海運 | 2,999          | 223      |
| 国際航空 | 128            | 73       |
| 国内航空 | 76             | 54       |
| 鉄道     | 6,427          | 700      |

日本では貨物利用運送事業法を根拠とする貨物利用運送事業に該当する。
荷物を送りたい顧客は、用途ごとに　船舶/航空機 を使い分けることを望んでいるので、現在ではほとんどのフォワーダーが海上、航空双方のサービスを取り扱っている。
日系のフォワーダーも、海外大手フォワーダーの日本支店も利用できる。

### 海運
船会社の代理店業務から多種な業務に派生し、現在に至っている。大手としては日本通運、近鉄エクスプレスなど。

### 航空
日本では利用航空運送事業者（CONSOLIDATOR）、航空貨物混載業者などの名称で呼ばれる。航空会社の貨物代理店業務を本来の趣旨として発足。不特定多数の荷主から集めた貨物を集約し、同一空港宛の貨物をまとめて航空会社と輸送契約を結ぶ。航空会社からはスケールメリットを活かした輸送運賃を仕入れることができる。また、個別荷主の実重量と容積重量を組み合わせることで混載差益を発生させることができる。現在では通関業務、集配送業務、倉庫業務なども行っている。日系大手としては、日本通運（日通航空）、近鉄エクスプレス、郵船ロジスティクスで50%近い業界シェアを占めている。